# Aktion Lindwurm

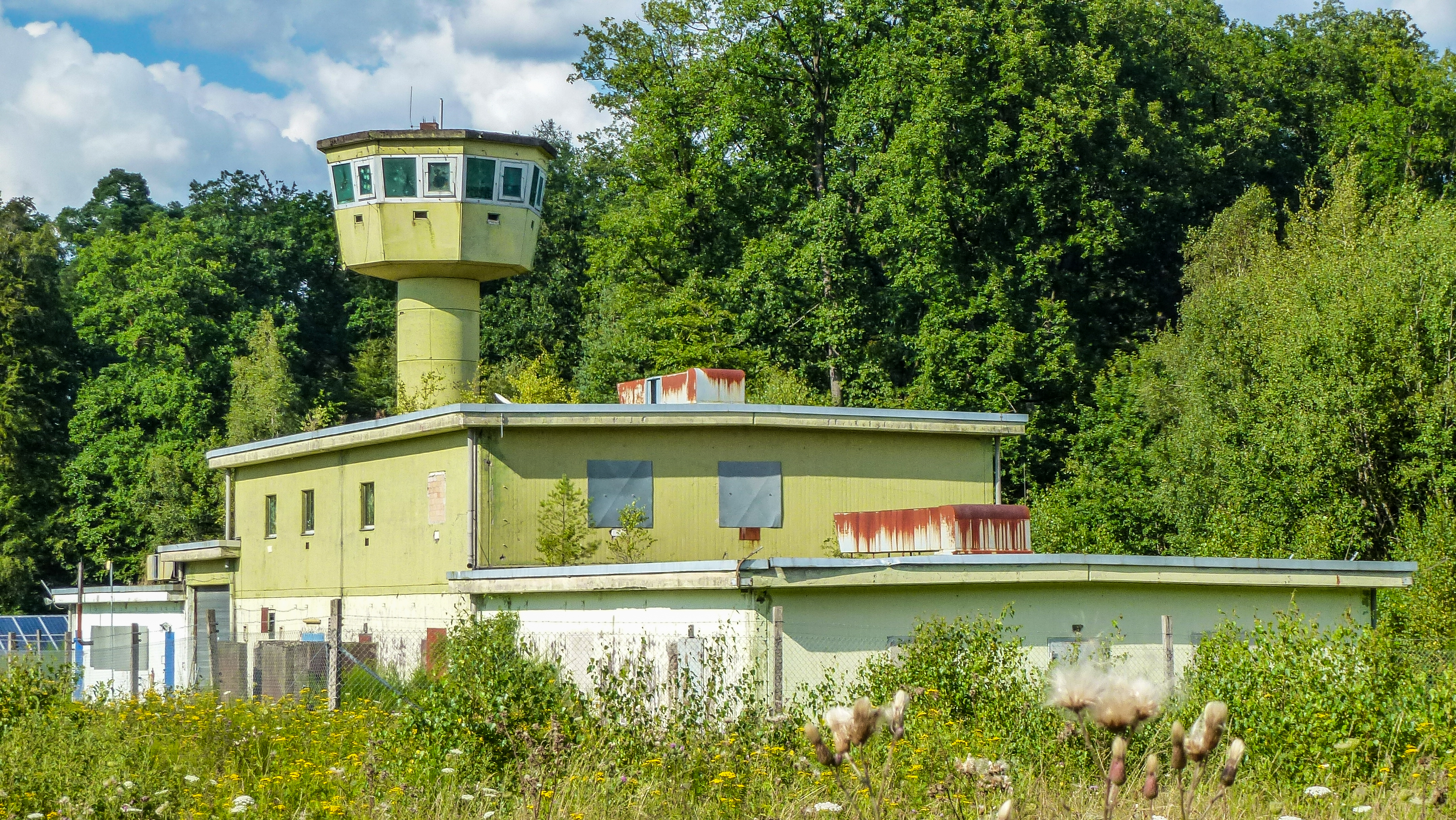
Wachgebäude mit Turm des Sonderwaffenlagers Clausen.

Während der Aktion Lindwurm (auch: Operation Lindwurm) wurden vom 26. Juli 1990 bis zum 19. September 1990 Giftgasgranaten aus dem US-Militärdepot in der Nähe des Ortes Clausen (Rheinland-Pfalz, Landkreis Südwestpfalz) über das Miesau Army Depot zum niedersächsischen Hafen Nordenham transportiert. Von dort wurden sie zur späteren Vernichtung zum Johnston-Atoll im Pazifik verschifft.

## Vorgeschichte
25 Jahre lagerten im US-Depot NATO Site 59 in der Nähe des Ortes Clausen verschiedene Kampfstoffe, darunter 400 Tonnen der tödlich wirkenden Nervengifte VX und Sarin. Insgesamt waren es 102.000 Giftgasgranaten, die abtransportiert wurden.
Den Bürgern und den Politikern in Clausen war nicht bekannt, dass in dem Depot Giftstoffe lagerten. Sogar Demonstranten liefen jahrelang vor einem falschen Lager auf, denn es wurde Anfang der 1980er Jahre vermutet, dass sich auch die Chemiekampfstoffe im Lager Fischbach befanden, in dem sogenannte „Sonderwaffen“ in Form atomarer Sprengköpfe lagerten.
1983 bestätigte schließlich das Verteidigungsministerium der Vereinigten Staaten die Existenz chemischer Waffen in Deutschland.
Dem Abzug der Chemiewaffen 1990 war eine Absprache zwischen den damaligen Regierungschefs US-Präsident Reagan und Bundeskanzler Kohl im Jahr 1986 vorausgegangen. Demnach sollten bis spätestens 1992 sämtliche Chemiewaffen des in der Bundesrepublik Deutschland stationierten US-Militärs abgezogen und außerhalb des Landes zerstört werden. Anschließend begannen die Planungen für den Transport, die insgesamt drei Jahre in Anspruch nahmen. Dabei mussten unter anderem alle vorgesehenen Fahrzeuge auf ihre Sicherheit hin überprüft und die vorgesehenen Verkehrswege gesperrt werden. Am 6. März 1989 gab der US-amerikanische Außenminister James Baker in Wien eine Weisung des seit diesem Jahr amtierenden Präsidenten George H. W. Bush bekannt, dass ein schnellerer Abtransport dieser Waffen beabsichtigt sei.

## Abtransport und Vernichtung

### Transport auf der Straße
Für den Abtransport zum Zwischenlager im Miesau Army Depot kamen drei mögliche Routen in die engere Planung:
- Über die Bundesautobahn 8 zum Autobahnkreuz Neunkirchen und weiter über die Bundesautobahn 6.
- Über die Bundesstraße 270 bis zur Anschlussstelle Kaiserslautern-West und weiter über die Bundesautobahn 6.
- Über die noch nicht fertiggestellte Bundesautobahn 62 zum Autobahnkreuz Landstuhl-West und weiter über die Bundesautobahn 6.

Es war lange Zeit unklar, ob die Strecke über die noch nicht fertiggestellte Bundesautobahn 62 überhaupt genutzt werden konnte. Erst kurz vor Beginn der Operation wurde diese Strecke dann als Hauptroute ausgesucht, da auf ihr die wenigsten Behinderungen im laufenden Verkehr erwartet wurden. Da zwischen dem Hörnchenbergtunnel und dem Autobahnkreuz die Straße immer noch nicht fertiggestellt war, erhielt dieser Abschnitt einen besonderen geschotterten Belag.
Beginnend mit dem 26. Juli 1990 wurden die Giftstoffe mit Lastwagen im Schritttempo durch die engen Straßen von Clausen und anschließend hauptsächlich über die Bundesautobahn 62 abtransportiert. Von dort aus ging es über die Bundesautobahn 6 ins Miesau Army Depot. Während der Operation wurde täglich neu entschieden, welche Strecke am jeweiligen Tag benutzt wurde. Einmal wurde, da ein Spürhund auf der an diesem Tag vorgesehenen Strecke etwas Verdächtiges bemerkte, eine andere benutzt. Die meisten der Behälter wurden aufgrund der geringeren Probleme über die Hauptroute abtransportiert. Das Procedere nahm insgesamt 28 Tage in Anspruch.

### Transport auf der Schiene
Ab dem 12. September 1990 übernahmen Züge den Transport an die Nordsee. Das Miesau Army Depot war per Anschlussgleis mit dem Eisenbahnnetz verbunden. Die Granaten mussten in spezielle Kapseln eingelagert werden. Um eine Beeinträchtigung des elektrischen Fahrbetriebs im Netz der Deutschen Bundesbahn auszuschließen, wurde festgelegt den Abtransport komplett mit zwei Diesellokomotiven der Baureihe 218 durchzuführen. Zuständig hierfür war das Bahnbetriebswerk Kaiserslautern, das hierfür Lokomotiven aus den Bundesbahndirektionen Karlsruhe, München und Nürnberg erhielt. Zudem wurde eine Route festgelegt, die dicht besiedelte Regionen wie das Ruhrgebiet meiden sollte. Danach fand der Abtransport über Ludwigshafen, Worms, Darmstadt, Aschaffenburg, Gießen, Kassel, Löhne und Bremen statt.
Die Operation dauerte bis zum 19. September 1990 und wurde stets Abends sowie Nachts durchgeführt. Dazu wurden mehrere Sicherheitsmaßnahmen mit eingeplant. Es gab stets einen Begleitzug bei allen Transporten, ebenso wurden vor dem eigentlichen Abtransport Notbremsungen, Brände und Überfälle von Terroristen simuliert.

### Weitere Maßnahmen
Das Miesau Army Depot wurde für etwa 1 Million US-Dollar ausgebaut und für den geplanten Umschlag ertüchtigt. Über Clausen, Miesau und Nordenham wurden Gebiete mit Flugbeschränkungen eingerichtet.
Zum Einsatz kamen während dieser Operation Hubschrauber, die Polizei, der Bundesgrenzschutz, die Bahnpolizei, Sanitätsbegleitung der Bundeswehr, extra zusammengestellte Einheiten aus verschiedenen Bundeswehrfeuerwehren, sowie etliche ABC-Spürpanzer der Bundeswehr. Zusätzlich erfolgte die Sicherung des Luftraums durch die Flugabwehrraketengruppe 42 mit Roland-Boden-Luft-Raketen.
Im Hafen Nordenham wurden die Giftgasgranaten verschifft und zur späteren Vernichtung zum Johnston-Atoll im Pazifik gebracht.

## Kritische Stimmen
Das US-Militär versuchte den zweifelnden Bürgern in Clausen und an den Bahnstrecken mit moderner Technik Sicherheit zu symbolisieren. Demgegenüber stellten deutsche Behörden bei der Untersuchung der für den Abtransport genutzten Zugmaschinen teilweise massive Sicherheitsmängel wie beispielsweise defekte Bremsen fest.

## Nach dem Abzug

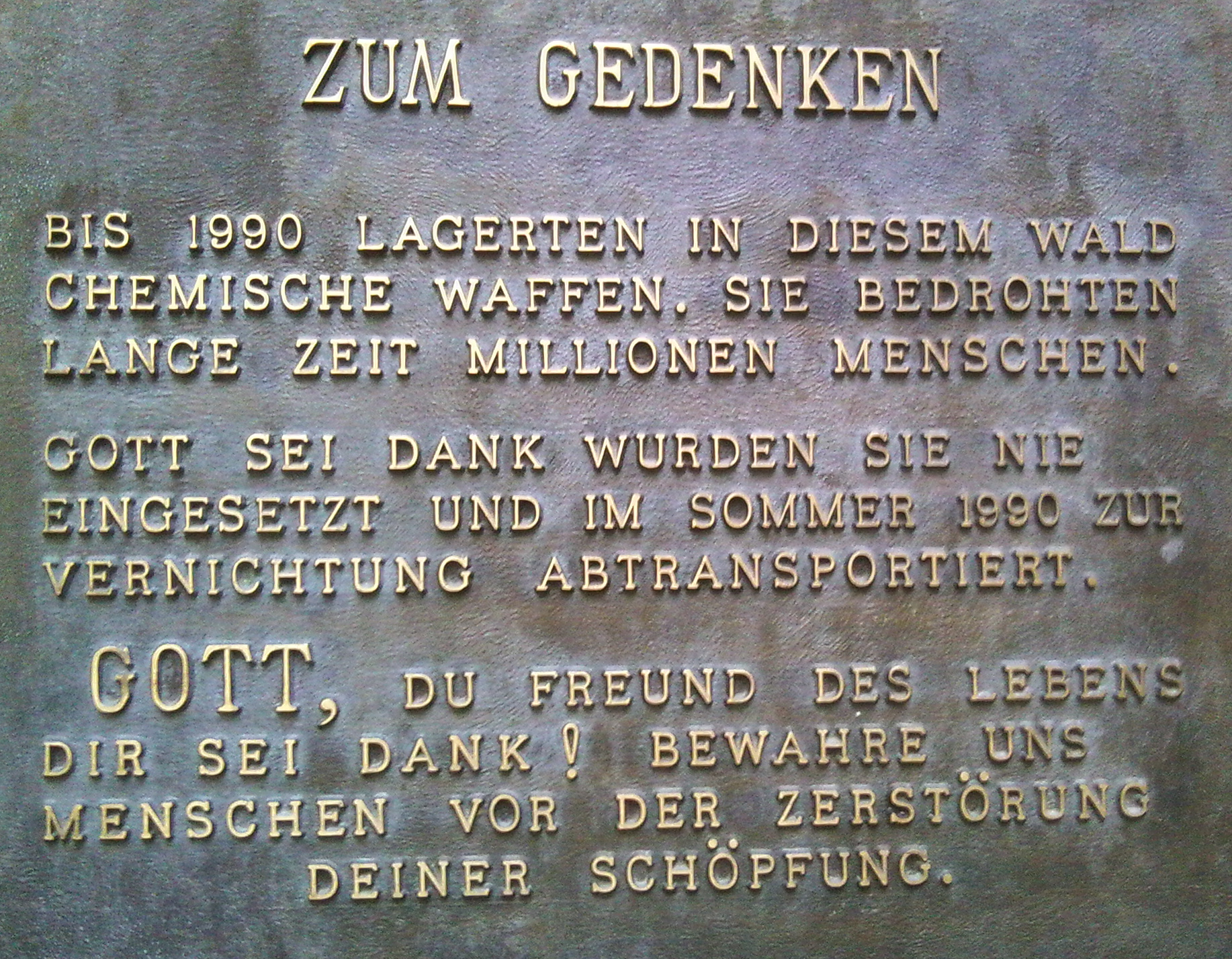
Clausen, ehem. US-Depot, Gedenktafel

1990 wurde der Abzug mit einem großen Festakt in Clausen gefeiert. Unter anderen war auch der damalige Bundeskanzler Helmut Kohl zu Gast. Neben dem Depot wurde ein Mahnmal zum Frieden errichtet, bestehend aus einem Kreuz aus Buntsandstein und einer Gedenktafel. Alle dienstlich Beteiligten, sowohl auf deutscher als auch auf amerikanischer Seite, erhielten eine nicht zu tragende, bronzene Erinnerungsmedaille.